# Борисенков, Александр Георгиевич
Алекса́ндр Гео́ргиевич Борисе́нков (22 февраля 1956, Жуковский, Московская область, РСФСР, СССР) — советский футболист; российский тренер.

## Карьера
Воспитанник ДЮСШ «Метеор» Жуковский. За свою карьеру выступал в советских и российских командах «Метеор» Жуковский, «Сатурн» Раменское, «Знамя Труда» Орехово Зуево, «Спартак» Москва.. После завершении карьеры игрока был главным тренером российских клубов «Знамя Труда», «Гигант» Воскресенск, «Ока» Коломна и «Метеор» Жуковский, а также входил в тренерский штаб клуба «Сатурн» Раменское.. Работал детским тренером в городе Жуковском, директором благотворительного фонда «Футбол без границ».

## Достижения
- Финалист Кубка РСФСР: 1980